# 맨체스터 시티 WFC
맨체스터 시티 WFC(영어: Manchester City Women's Football Club 맨체스터 시티 위민스 풋볼 클럽[*])는 잉글랜드 그레이터맨체스터주 맨체스터를 연고로 하는 여자 축구 클럽이다. 1988년에 맨체스터 시티 FC 산하 여성팀으로 설립되었으며, 현재 잉글랜드 FA 여자 슈퍼리그에 참가하고 있다.

## 성적

### 리그
- FA 여자 슈퍼리그 1 1회 우승 (2016)
- FA 여자 프리미어리그 북부 디비전 1회 우승 (2011-12)
- 노던 콤비네이션 위민스 풋볼 리그 1회 우승 (2000-01)
- 노스웨스트 위민스 리저널 풋볼 리그 프리미어 디비전 1회 우승 (1999-2000)
- 노스웨스트 위민스 리저널 풋볼 리그 디비전 2 1회 우승 (1997-98)

### 컵 대회
- FA 여자컵 3회 우승 (2016-17, 2018-19, 2019-20)
- FA 여자 리그컵 3회 우승 (2014, 2016, 2018-19)
- 노스웨스트 챌린지 트로피 1회 우승 (1999-2000)
- 노스웨스트 리그컵 1회 우승 (1999-2000)